# Szlak Stampede
Szlak Stampede – szlak górniczy na Alasce wytyczony w latach 30. XX wieku przez Earla Pilgrima, w celu dostępu do rud antymonu. Zlokalizowany w okręgu Denali, znany obecnie jako droga Stampede, zaczyna się niedaleko rzeki Nenana przy linii kolejowej Anchorage – Fairbanks we wsi Lignite.
W 1961 firma Yutan Construction wygrała kontrakt od stanu Alaska na wybudowanie wzdłuż szlaku drogi, po której ciężarówki mogłyby całorocznie zwozić rudę z kopalni do linii kolejowej. Projekt został zatrzymany w 1963 po wybudowaniu około 80 km drogi, ale nigdy nie wybudowano mostów nad rzekami, przez które przechodziła. Droga szybko stała się nieprzejezdna z powodu powodzi oraz okresowego topnienia wiecznej zmarzliny. Od tego czasu szlak jest wykorzystywany przez podróżników pieszo, na rowerze, skuterami śnieżnymi i motocyklami.
Szlak zyskał rozgłos w 1992 wraz ze śmiercią Christophera McCandlessa, który żył w autobusie pozostawionym na szlaku, na skraju Parku Narodowego Denali. Autobus został tam postawiony przez firmę Yutan Construction w czasie budowy drogi, aby służył jako schronienie dla myśliwych i strażników parku narodowego. Autobus był dobrze widoczny na zdjęciach satelitarnych (63°52′06,23″N 149°46′09,49″W/63,868397 -149,769303). Wielu podróżników odwiedzało szlak, by zobaczyć autobus, w którym umarł McCandless. We wrześniu 2007 miała miejsce premiera filmu Wszystko za życie (ang. Into the Wild), nakręconego na podstawie książki Jona Krakauera o tym samym tytule. Film ten spowodował zwiększenie zainteresowania szlakiem. Autobus stał się znany jako „Bus 142” i „Magic Bus”.
W roku 2020 wrak opuszczonego autobusu został usunięty przez miejscowe władze po tym, jak coraz więcej turystów narażało życie, by do niego dojść. Przetransportowany został śmigłowcem do Fairbanks, gdzie w University of Alaska Museum of the North przechodzi gruntowną renowację. Powstała też strona fundraisngowa „Friends of Bus 142” prowadzona przez siostrę Christophera McCandlessa prowadząca zbiórkę na rzecz renowacji i ponownego udostępnienia tego kultowego historycznego artefaktu.